# Вест-Сайд-Гайвей (Вашингтон)
Вест-Сайд-Гайвей (англ. West Side Highway) — переписна місцевість (CDP) в США, в окрузі Коуліц штату Вашингтон. Населення — 5517 осіб (2010).

## Географія
Вест-Сайд-Гайвей розташований за координатами 46°10′56″ пн. ш. 122°54′45″ зх. д. / 46.18222° пн. ш. 122.91250° зх. д. (46.182204, -122.912525).  За даними Бюро перепису населення США в 2010 році переписна місцевість мала площу 6,88 км², з яких 6,55 км² — суходіл та 0,33 км² — водойми.

## Демографія
Згідно з переписом 2010 року, у переписній місцевості мешкало 5517 осіб у 2002 домогосподарствах у складі 1493 родин. Густота населення становила 802 особи/км².  Було 2082 помешкання (303/км²).
Расовий склад населення:
| - 90,2 % — білих - 0,9 % — азіатів - 0,8 % — корінних американців - 0,5 % — чорних або афроамериканців - 0,2 % — вихідців з тихоокеанських островів - 3,5 % — осіб інших рас |

До двох чи більше рас належало 3,9 %. Частка іспаномовних становила 7,3 % від усіх жителів.
За віковим діапазоном населення розподілялося таким чином: 28,3 % — особи молодші 18 років, 58,2 % — особи у віці 18—64 років, 13,5 % — особи у віці 65 років та старші. Медіана віку мешканця становила 36,3 року. На 100 осіб жіночої статі у переписній місцевості припадало 95,7 чоловіків;  на 100 жінок у віці від 18 років та старших — 90,6 чоловіків також старших 18 років.
Середній дохід на одне домашнє господарство  становив 67 814 долари США (медіана — 55 703), а середній дохід на одну сім'ю — 78 828 доларів (медіана — 72 528). Медіана доходів становила 55 795 доларів для чоловіків та 35 531 долар для жінок. За межею бідності перебувало 6,1 % осіб, у тому числі 1,6 % дітей у віці до 18 років та 7,6 % осіб у віці 65 років та старших.
Цивільне працевлаштоване населення становило 2478 осіб. Основні галузі зайнятості: роздрібна торгівля — 21,3 %, виробництво — 15,8 %, освіта, охорона здоров'я та соціальна допомога — 14,5 %.